# カルロス・ビラ・ノヴァ
カルロス・マヌエル・ビラ・ノヴァ（ポルトガル語: Carlos Manuel Vila Nova、1959年7月27日 - ）は、サントメ・プリンシペの政治家。同国大統領（第6代）。同国の環境大臣を歴任。

## 経歴・人物
1959年に、サントメ島の西側に位置するレンバ県の都市であるネヴィスで生まれた。アルジェリアのオラン大学電気通信工学科を卒業。1988年に帰国。当時、国内唯一だったホテルミラマーの総支配人を長年に渡って、勤めてきた。
2010年に政界へ進出後、天然資源大臣に就任。 2021年の大統領選挙では、競争相手のサントメ・プリンシペ解放運動社会民主党所属のギリェルメ・ポッセル・ダ・コスタ元首相を10%の大差で破り、大統領に当選された。
2022年5月の総選挙で勝利し首相に就任したパトリセ・トロボアダとの関係は2023年11月にトロボアダ内閣が開発税や航空税の増税を決定したことで対立が頂点に達した。2025年1月6日、ノヴァ大統領は不忠や国外滞在期間が長いことを理由にトロボアダ内閣を更迭し、独立民主行動(ADI)に対して72時間以内に別の首相候補を出すよう要求した。8日、ADIはエリオ・ヴァス・デ・アルメイダ(Hélio Vaz de Almeida)を首相として提案したがノヴァは翌9日にこれを拒否し、イルザ・アマド・ヴァスを首相に任命した。しかしヴァスは首相に就任することなく辞任を表明したことから、ADIは元司法長官のアデリーノ・ペレイラ(Adelino Pereira)を首相に推薦したが、ノヴァはADIが推薦していないアメリコ・ラモスを任命した。14日、新内閣が発足。